# Ivor Horvat
Ivor Horvat (* 19. August 1991 in Zagreb) ist ein kroatischer Fußballspieler.

## Karriere

### Verein
Horvat begann seine Karriere bei Dinamo Zagreb. Im Januar 2010 wechselte er zu Lokomotiva Zagreb. Sein Debüt für Lokomotiva in der 1. HNL gab er im März 2010, als er am 19. Spieltag der Saison 2009/10 gegen den NK Zagreb in der 88. Minute für Ivan Peko eingewechselt wurde. Bis Saisonende kam er zu zehn Einsätzen in der höchsten kroatischen Spielklasse. In der Saison 2010/11 folgten 17 weitere Einsätze für den Hauptstadtklub in der 1. HNL. Nachdem er bis zur Winterpause der Saison 2011/12 zu keinem Einsatz gekommen war, wechselte er zum Ligakonkurrenten NK Istra 1961. Für Istra absolvierte er bis Saisonende vier Spiele. In der Spielzeit 2012/13 kam er zu fünf Einsätzen, In der Saison 2013/14 zu neun. Im Oktober 2014 erzielte er bei einem 1:0-Sieg gegen den NK Slaven Belupo Koprivnica sein erstes Tor in der 1. HNL. In der Saison 2014/15 kam er zu sechs Ligaeinsätzen.
Zur Saison 2015/16 wechselte Horvat zum Zweitligisten NK Lučko Zagreb. Für Lučko kam er zu 18 Einsätzen in der 2. HNL. Im Januar 2016 wechselte er nach Slowenien zum Erstligisten FC Koper. Für Koper kam er bis Saisonende zu zehn Einsätzen in der 1. SNL, in denen er ein Tor erzielte. In der Saison 2016/17 absolvierte er 22 Spiele in der höchsten slowenischen Spielklasse. Zu Saisonende wurde Koper jedoch die Lizenz entzogen, woraufhin Horvat zur Saison 2017/18 nach Ungarn zum Puskás Akadémia FC wechselte. Für die Puskás Akadémia kam er zu einem Einsatz in der Nemzeti Bajnokság, ehe er noch im August 2017 an den Zweitligisten Aqvital FC Csákvár verliehen wurde. Für Csákvár absolvierte er bis zum Ende der Leihe 19 Spiele in der Nemzeti Bajnokság II. Nach dem Ende der Leihe kehrte er nicht mehr zur Puskás Akadémia zurück.
Nach einem halben Jahr ohne Verein wechselte er im Januar 2019 ein zweites Mal nach Slowenien, diesmal zum Zweitligisten NK Radomlje. Für Radomlje kam er zu 13 Einsätzen in der 2. SNL. Zur Saison 2019/20 schloss er sich dem Erstligaaufsteiger NK Tabor Sežana. Für Sežana kam er in jener Spielzeit zu 18 Einsätzen in der 1. SNL und erzielte dabei ein Tor. Zur Saison 2020/21 wechselte Horvat zum österreichischen Zweitligisten SV Horn. Für Horn kam er zu elf Einsätzen in der 2. Liga. Nach einem halben Jahr verließ er die Niederösterreicher jedoch im Januar 2021 wieder.
Daraufhin kehrte er im Februar 2021 nach Kroatien zurück und schloss sich kurzzeitig bis Saisonende dem unterklassigen NK Vukovar ’91 an. Anschließend wechselte Horvat weiter zum Zweitligisten NK Varaždin.

### Nationalmannschaft
Horvat spielte im März 2005 erstmals für eine kroatische Jugendnationalauswahl. Im März 2008 kam er zu fünf Einsätzen für die U-17-Mannschaft. Zwischen März und April 2009 absolvierte er vier Spiele für das U-18-Team der Kroaten. Im September 2009 debütierte er gegen Slowenien für die U-19-Auswahl. Für diese kam er bis Mai 2010 zu neun Einsätzen. Im August 2010 kam er gegen Belarus zu seinem einzigen Einsatz für die U-20-Mannschaft. Sein einziges Spiel für das U-21-Team machte Horvat im Februar 2013 gegen die Niederlande.